# Jenny & Co.
Jenny & Co. ist eine 12-teilige ZDF-Familien-Drama-Serie aus dem Jahr 2001.

## Handlung
Jenny Holl ist eine promovierte Informatikerin Ende 20, die frisch zur Leiterin der Abteilung Robotertechnik am „Münchner Institut für angewandte Zukunftsforschung“ befördert wurde, wo sie einem neuartigen „Service-Roboter“ entwickeln. Ihr Partner Arne Faber führt seine Psychologiepraxis in Freiburg. Die daraus resultierende Fernbeziehung führt zu Spannungen zwischen den beiden, besonders da der geplante Urlaub durch ihre Beförderung platzt und er alleine abreist.
Mit dem überraschenden Tod von Jennys Mutter ändert sich ihre Lage schlagartig: Jenny muss sich neben ihrer Karriere um ihre Geschwister kümmern, die 13-jährigen Zwillinge Melanie und Peter. Unterstützung in der Rolle der „Ersatzmutter“ liefern Tante Ellen und Oma Charlotte. Vater Hartmut Holl zieht es allerdings zu seiner neuen Familie nach Afrika.
Auf der Arbeit wird sie von ihren loyalen Kollegen Alf Kriechbaum und Dr. Jacko Geiger unterstützt. Letzteren erkennt Tante Ellen, früher Lehrerin, als ehemaligen Schüler, der von der Schule geflogen ist. Jennys Chef, Prof. Dr. Clemens Schaller, macht ihr zunehmend Avancen, was sie zurückweist. Gedemütigt missbraucht er seine Macht und will sie zur Kündigung zwingen, was Jenny nicht mitmacht. Dank der Hilfe von Jacko Geiger bessert sich das Klima am Institut wieder.
Die Beziehung zur Arne verbessert sich, er wird eine Praxis am Starnberger See übernehmen. Dorthin zu ziehen freut auch die Zwillinge, da sie dort öfters schöne Ferien verbracht haben. In der neuen Praxis wird Tante Ellen eine der ersten Patientinnen: Eine alte Liebesgeschichte lässt sie nicht los und stellt sie vor eine erneute Lebensentscheidung.
Unterdessen erleidet Jenny eine Fehlgeburt und lenkt sich zu Hause mit notwendiger Pressearbeit, einem Artikel über Dr. Jacko Geiger, ab. Dies führt zu einem Skandal, denn Jacko Geiger hat nie studiert und ist „nur“ Elektromechaniker. Er taucht in Folge zunächst bei Tante Ellen und dann nach Kanada ab, während Prof. Schaller einen Herzanfall vortäuscht, um aus der Schusslinie zu kommen. Jenny muss einspringen und die Institutsleitung übernehmen.
Die Lage am Institut beruhigt wieder, Prof. Schaller kehrt zurück. Er konnte einen großen Auslandsauftrag akquirieren. Aus Jennys Abteilung wurden zwei OP-Roboter bestellt, was vollen Arbeitseinsatz für alle bedeutet. Privat ändert sich für Jenny erneut einiges: Vater Hartmut geht mit seiner Familie nach Kirgisien, die Zwillinge gehen ins Landschulheim, Tante Ellen beginnt eine Weltreise. Dazu hat Arne knifflige Situationen in seiner Psychologiepraxis zu bewältigen.

## Entstehung
Produziert wurde die Serie durch die neue deutsche Filmgesellschaft; die Arbeiten zum Pilotfilm und den anschließenden fünf Folgen fanden 2000 statt, die weiteren sechs Folgen entstanden 2001. Für sämtliche Folgen schreib Barbara Piazza die Drehbücher und führte Wolfgang Hübner Regie. Für das Casting zeichnete Stephen Sikder verantwortlich. Der Vertrieb erfolgte über ZDF Enterprises.

## Veröffentlichung
Jenny & Co. lief immer dienstags um 19:25 im ZDF-Vorabendprogramm. Der 90-minütige Pilotfilm wurde am 2. Okt. 2001 erstausgestrahlt, die regulären 45-minütigen Folgen wurden ab der darauffolgenden Woche von Oktober bis Dezember 2001 gesendet.

## Episoden
| Nr. | Originaltitel                      | Erstausstrahlung D | Regie           | Drehbuch       |
| --- | ---------------------------------- | ------------------ | --------------- | -------------- |
| 1   | Kinder, Kinder … / Auf die Zukunft | 2. Okt. 2001       | Wolfgang Hübner | Barbara Piazza |
| 2   | Die Dienstreise                    | 9. Okt. 2001       | Wolfgang Hübner | Barbara Piazza |
| 3   | Eine offene Rechnung               | 16. Okt. 2001      | Wolfgang Hübner | Barbara Piazza |
| 4   | Die Hochzeitsüberraschung          | 23. Okt. 2001      | Wolfgang Hübner | Barbara Piazza |
| 5   | Chemische Reaktionen               | 30. Okt. 2001      | Wolfgang Hübner | Barbara Piazza |
| 6   | Unverträglichkeiten                | 6. Nov. 2001       | Wolfgang Hübner | Barbara Piazza |
| 7   | Dünne Tanten                       | 13. Nov. 2001      | Wolfgang Hübner | Barbara Piazza |
| 8   | Chaos Total                        | 20. Nov. 2001      | Wolfgang Hübner | Barbara Piazza |
| 9   | Der Coup                           | 27. Nov. 2001      | Wolfgang Hübner | Barbara Piazza |
| 10  | An neue Ufer                       | 4. Dez. 2001       | Wolfgang Hübner | Barbara Piazza |
| 11  | Bestandsaufnahme                   | 11. Dez. 2001      | Wolfgang Hübner | Barbara Piazza |
| 12  | Die Versuchung                     | 18. Dez. 2001      | Wolfgang Hübner | Barbara Piazza |

## Rezeption
Insgesamt wurde Jenny & Co. mittelmäßig aufgenommen. Für Cinema schmeckte die Serie nach Reißbrett und Konfektionsware, die altbackenen Protagonisten stolperten voller Naivität mit Privatproblemen an ihre Hightech-Arbeitsplätze. Für den Piloten wurden 3 von 5 Punkten vergeben. TV Spielfilm vergab mit seinem Querdaumen die mittlere seiner drei Bewertungsstufen.